# Manduca hanibal
Manduca hanibal är en fjärilsart som beskrevs av Hermann Burmeister 1856. Manduca hanibal ingår i släktet Manduca och familjen svärmare. Inga underarter finns listade i Catalogue of Life.